# Muel-Staudamm
Der Muel-Staudamm war eine römische Stauanlage in der spanischen Gemeinde Muel, Provinz Saragossa, in Aragonien. Das im 1. Jahrhundert errichtete Absperrbauwerk wurde als Gewichtsstaumauer konstruiert.
Die etwa 13 Meter hohe und wenigstens 60 Meter lange Mauer wurde aus sauber verlegten Lagen von Kalksteinquadern gebaut, und zwar unter Verwendung von Läufern und Bindern, wobei Binder nur unregelmäßig gesetzt wurden. Die Lagen waren im Durchschnitt etwa 50 Zentimeter hoch. Die Mauerstärke an der Basis wird auf 7 Meter geschätzt. Der durch die Mauer gestaute See ist bis zur Mauerkrone im Laufe der Jahrhunderte vollständig versandet. Ausgrabungen in diesem Bereich haben Grablegungen des 14. bis 17. Jahrhunderts freigelegt. Im 18. Jahrhundert wurde oberhalb der Staumauer die Kirche Virgen de las Fuentes errichtet, deren Fresken von Francisco de Goya gemalt wurden.
Der vom Huerva gespeiste Muel-Staudamm wurde nach Ausweis von Kennzeichnungen auf den Mauersteinen von Legionären der Legio IV Macedonica im 1. Jahrhundert angelegt und diente der Wasserversorgung der kurz zuvor gegründeten Colonia Caesaraugusta, dem heutigen Saragossa.